# NGC 3092
NGC 3092 (również PGC 28967) – galaktyka spiralna (S0-a), znajdująca się w gwiazdozbiorze Sekstantu. Odkrył ją Albert Marth 22 stycznia 1865 roku.